# Ratibořské Hory
Ratibořské Hory är en ort i Tjeckien. Den ligger i regionen Södra Böhmen, i den centrala delen av landet, 70 km söder om huvudstaden Prag. Ratibořské Hory ligger 504 meter över havet och antalet invånare är 742.
Terrängen runt Ratibořské Hory är huvudsakligen platt, men åt nordost är den kuperad. Runt Ratibořské Hory är det ganska glesbefolkat, med 22 invånare per kvadratkilometer. Närmaste större samhälle är Tábor, 9,7 km sydväst om Ratibořské Hory. Omgivningarna runt Ratibořské Hory är en mosaik av jordbruksmark och naturlig växtlighet.